# Bukit malajski jezik
Bukit malajski jezik (ISO 639-3: bvu; bukit, meratus, bukat), austronezijski jezik malajske podskupine, kojim govori oko 59 000 ljudi (2007 SIL) uz rijeku Sampanahan u indonezijskoj provinciji Istočni Kalimantan (Kalimantan Timur), na jugoistoku Bornea.
Jedan od predstavnika malajskog makrojezika [msa]

## Vanjske poveznice
- Ethnologue (14th)
- Ethnologue (15th)